# Kristin Fairlie
Kristin Fairlie es una actriz y exactriz infantil canadiense. En 1998 ganó un Premio Artista Joven al Mejor Reparto por su papel principal en la película original de Showtime El Regalo Más Dulce. Como actriz de voz, Fairlie ha expresado los papeles de Mi Osito, Bridgette en Total Drama, y Emma en la serie de televisión Stoked: Locos por las Olas.

## Filmografía
| Año  | Título                      | Papel                          | Notas        |
| ---- | --------------------------- | ------------------------------ | ------------ |
| 1995 | La Letra Escarlata          | Fe Stonehall                   |              |
| 1999 | Babar: Rey de los Elefantes | Joven Babar (voz)              |              |
| 1999 | Las Vírgenes Suicidas       | Amy Schraff                    |              |
| 2001 | Mi Osito: La Película       | Little Bear (voz)              |              |
| 2006 | Repo! The Genetic Opera     | Shilo Wallace                  | Cortometraje |
| 2009 | Es lo Mismo que Vivir       | Verónica Mutt/Tormentoso Blaze |              |
| 2011 | Moon Point                  | Sheila                         |              |

| Año       | Título                                     | Papel                | Notas                                                                                 |
| --------- | ------------------------------------------ | -------------------- | ------------------------------------------------------------------------------------- |
| 1993-1994 | Madeline                                   | Nicole (voz)         | Papel recurrente                                                                      |
| 1994      | Contra su Voluntad: Mujeres en la Cárcel   | Abby                 | Película de Televisión                                                                |
| 1995-1996 | Camino a Avonela                           | Becky Lester         | 10 episodios                                                                          |
| 1995-2002 | Mi Osito                                   | Osito (voz)          | 64 episodios                                                                          |
| 1996      | Escalofríos                                | Regina               | Episodio: "ir a comer los gusanos"                                                    |
| 1996      | Factor Psi: Crónicas de lo Paranormal      | Clara Preston        | Episodio: "Duplicación OVNI/ Amigo de Clara"                                          |
| 1997      | The Defenders: Payback                     | Chris                | Película de Televisión                                                                |
| 1998      | The Sweetest Gift                          | Kate Martin          | Película de Televisión                                                                |
| 1999      | Desapareció Sin Dejar Rastro               | Sarah                | Película de Televisión                                                                |
| 1999      | Con el Viento a Mis Espaldas               | Rubí Trammel         | Episodio: "El Calavera de Cristal" Episodio: "La Correa"                              |
| 2000      | Mattimeo: A Tale of Redwall                | Auma                 | Serie de Televisión                                                                   |
| 2001      | A Mother's Fight for Justice               | Allie Stone          | Película de televisión                                                                |
| 2001      | Within These Walls                         | Emily                | Ovie de Televisión                                                                    |
| 2003      | Do or Die                                  | Fátima               | Película de televisión                                                                |
| 2003      | Zoe, Factor Sorpresa                       | Sorority Pledge      | Episodio: "Hell Week"                                                                 |
| 2004      | La Decisión de Gracie                      | Rose Carlton         | Película de televisión                                                                |
| 2004      | Metropia                                   | Cyanne               | Película de Televisión                                                                |
| 2004      | Tren 48                                    | Jesse                | Episodio: "Qué Enmarañada Red Tejemos, Cuando por Primera vez la Práctica de Engañar" |
| 2005      | Tren 48                                    | Jesse                | Episodio: "31.Enero.2005"                                                             |
| 2005      | El Muelle Clausen                          | Jamie                | Película de Televisión                                                                |
| 2006      | Renegadepress.com                          | Charlotte            | Episodio: "La Retrospectiva" Episodio: "La Danza"                                     |
| 2006      | Doomstown                                  | Kelly                | Película de Televisión                                                                |
| 2007-2012 | Drama Total                                | Bridgette (Voz)      | 40 episodios, coprotagonista                                                          |
| 2008      | Los Misterios de Murdoch                   | Petunia              | Episodio: "Poder"                                                                     |
| 2008      | Locos Dieciséis                            | Joanie (voz)         | Episodio: "Ataque de Opuestos"                                                        |
| 2008      | Estrella Instantánea                       | Megan                | 5 episodios                                                                           |
| 2008      | Flashpoint                                 | Brianna              | Episodio: "Atención Centro Comercial"                                                 |
| 2009      | Heartland                                  | Tara                 | Episodio: "HaceE o Morir"                                                             |
| 2009-2013 | Stoked: Locos por las Olas                 | Emma Mackenzie (voz) | 52 episodios, Primaria                                                                |
| 2009      | El Chico Citas                             | Mandy (voz)          | Episodio: "Bonnie & Mark"                                                             |
| 2010      | Breathing Underwater                       | Kristen              | Serie de Televisión                                                                   |
| 2011      | Skatoony                                   | Bridgette (Voz)      | Episodio 1, Invitado                                                                  |
| 2015      | Total Drama Presents: The Ridonculous Race | Carrie (Voz)         | TBA                                                                                   |